# Campaña francesa contra Corea
La Campaña francesa contra Corea (Expédition française en Corée en francés) (병인양요 en coreano) fue una expedición punitiva emprendida por el Segundo Imperio francés en represalia contra los príncipes coreanos por la ejecución de varios misioneros católicos franceses. El encuentro en la isla Ganghwa duró casi seis semanas, y fue el primer encuentro armado entre Corea y una potencia occidental. El resultado fue la retirada francesa y el control de la influencia francesa en la región. El encuentro también produjo el aislamiento de Corea por otra década más, hasta que Japón la forzó para abrir un comercio en 1876 a través del Tratado de Kanghwa.
En Corea se le conoce como Byeong-in yangyo, o "Disturbio occidental en el año del byeong-in".

## Antecedentes

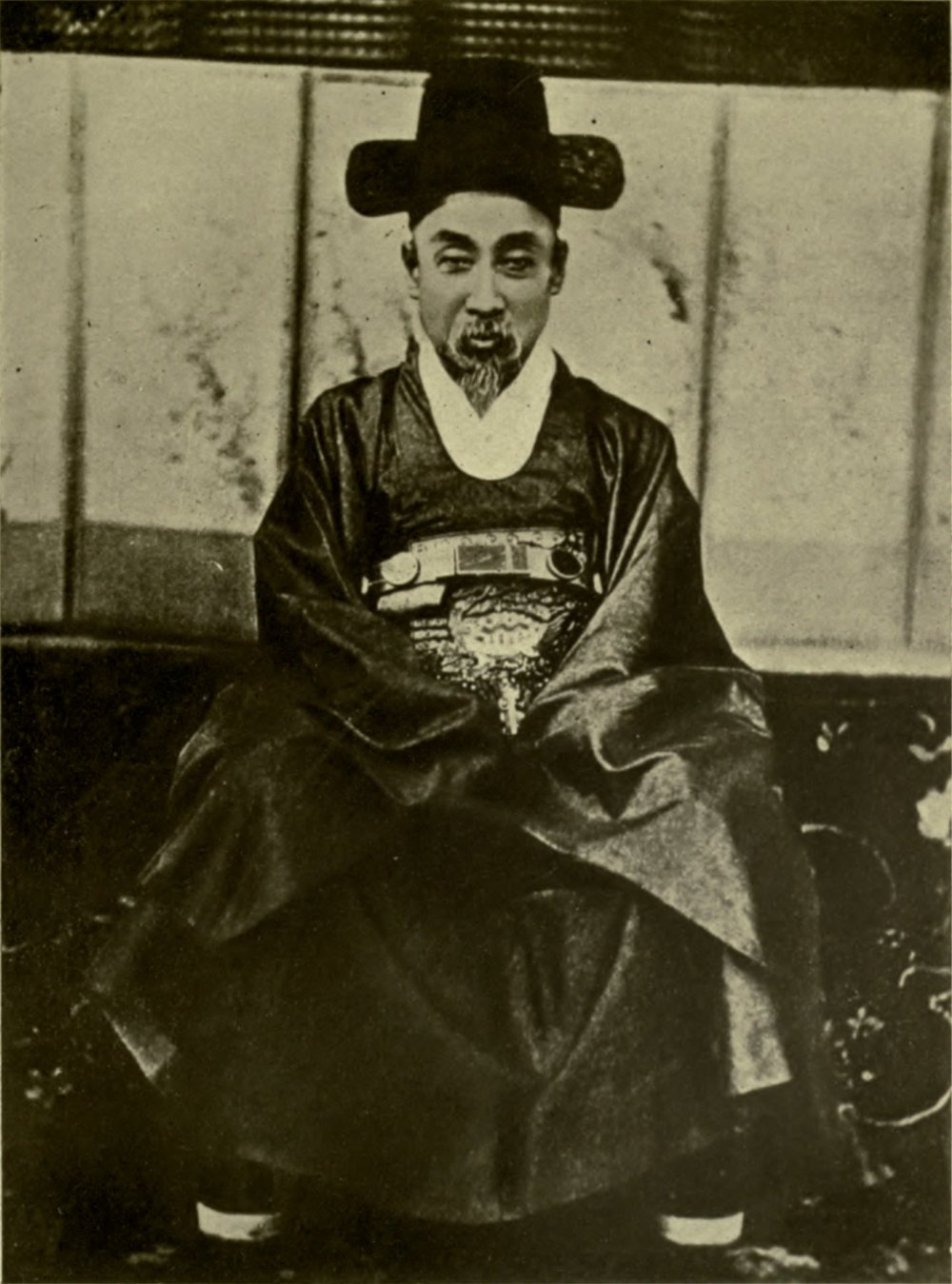
El regente Heungseon Daewongun.

A lo largo de la historia de la Dinastía Joseon, Corea mantenía una política de estricto aislamiento del mundo exterior (con las excepciones de la interacción con la Dinastía Qing y el comercio ocasional con Japón a través de la isla de Tsushima). Sin embargo, no tuvo éxito en su totalidad en el sellado en sí de todo contacto exterior. Misioneros católicos habían empezado a mostrar interés en Corea ya en el siglo XVI con su llegada a China y Japón.
A través de las misiones enviadas a Corea, la corte Qing del siglo XVIII, las ideas extranjeras, incluyendo el cristianismo, comenzaron a entrar en Corea y por el siglo XVIII Corea tuvo sus primeros cristianos nativos. Sin embargo, no fue hasta mediados del siglo XIX que los primeros misioneros católicos occidentales comenzaron a entrar en Corea. Esto se hizo a escondidas, ya sea a través de la frontera de Corea con Manchuria o el Mar Amarillo. Estos misioneros franceses de la Sociedad de las Misiones Extranjeras de París llegaron a Corea en la década de 1840 para hacer proselitismo a una multitud en crecimiento en Corea. El obispo Siméon-François Berneux designado en 1856 como jefe de una iglesia católica incipiente coreana, se estima que en 1859 que el número de fieles en Corea había llegado a casi 17 000.

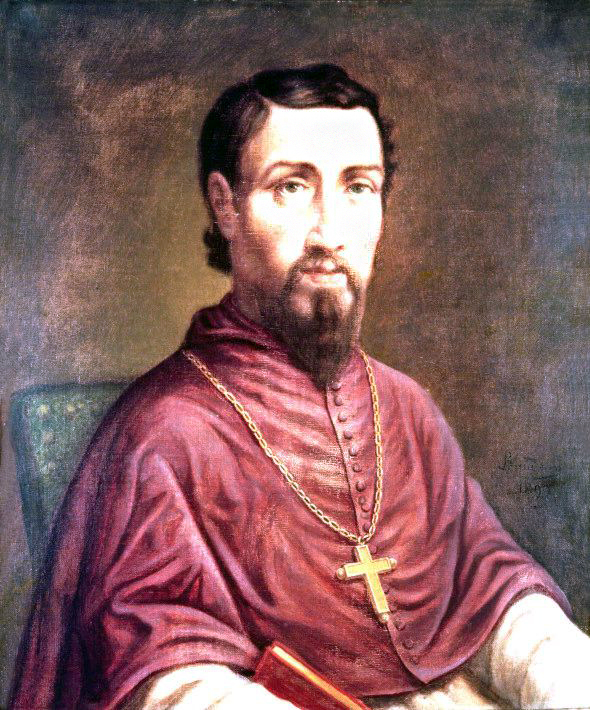
Obispo Berneux de la Sociedad de las Misiones Extranjeras de París fue torturado y luego decapitado el 7 de marzo de 1866.

Al principio, el tribunal de Corea se hizo de la vista gorda ante tales incursiones. Esta aptitud cambió abruptamente, sin embargo con la entronización de los 14 años del emperador Gojong en 1864. Por tradición coreana, la regencia en el caso de una minoría iría en ranking a la reina viuda. En este caso, la madre era la conservadora del príncipe heredero anterior, que había muerto antes de que pudiera ascender al trono. El padre del nuevo rey, Yi Ha-ung, un hombre astuto y ambicioso de unos cuarenta años, se le dio el título tradicional del padre unreigning de un rey: Heungseon Daewongun, o "Príncipe de la Gran Corte".
Aunque la autoridad del Heungseon Daewongun en la corte no era oficial, derivaba de hecho del imperativo tradicional en las sociedades confucianas que los hijos obedecen a sus padres, que rápidamente tomó la iniciativa y comenzó a controlar la política del Estado. Se convirtió en uno de los líderes más eficaces y contundentes de los 500 años de la Dinastía Joseon. Con la bendición de la viuda del regente de edad, el Heungseon Daewongun se encaminó por una doble campaña tanto de fortalecer la autoridad central y el aislamiento de Corea del orden tradicional de desintegración fuera de sus fronteras. En el momento en que el Heungseon Daewongun asumió el control de facto del gobierno en 1864 había doce sacerdotes jesuitas franceses que vivían y predicaban en Corea y un estimado de 23 000 coreanos nativos conversos.

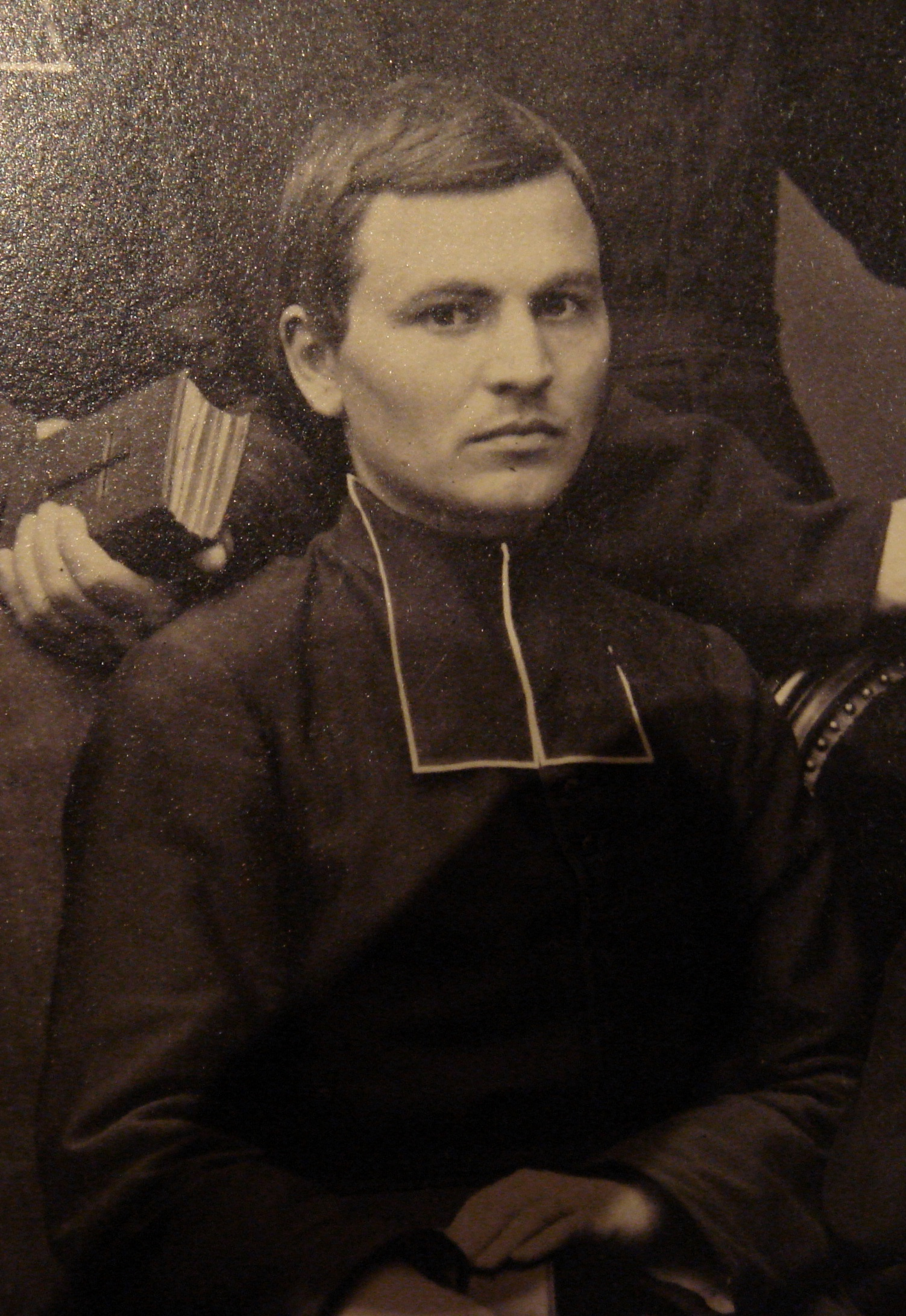
Pierre Henri Dorié de la Sociedad de las Misiones Extranjeras de París, también martirizado en Corea en 1866.

En enero de 1866, los barcos rusos aparecieron en la costa este de Corea exigiendo derechos comerciales y residencia en lo que parecía un eco de las demandas hechas sobre China por otras potencias occidentales. Cristianos coreanos con conexiones en la corte vieron en esto una oportunidad para avanzar en su causa y propuso una alianza entre Francia y Corea para repeler los avances rusos, lo que sugiere, además, que esta alianza podría ser negociado a través del obispo Berneux. El Heungseon Daewongun parecía abierto a esta idea, pero que podría haber sido una estratagema para que el jefe de la Iglesia católica en Corea a la luz pública. Berneux fue llamado a la capital, pero a su llegada en febrero de 1866, fue capturado y ejecutado. Una redada comenzó entonces de los otros sacerdotes católicos franceses y coreanos conversos.

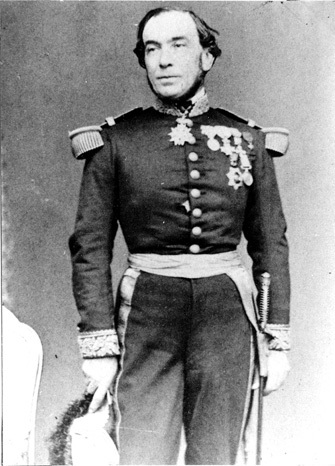
El contraalmirante Roze fue el comandante del Escuadrón Francés del Lejano Oriente.

Varios factores contribuyeron a la decisión del Heungseon Daewongun para reprimir a los católicos. Tal vez la más obvia fue la lección proporcionada por China, que al parecer había cosechado nada más que miseria y la humillación de su trato con las potencias occidentales, visto por última vez en su desastrosa derrota en la Segunda Guerra del Opio. Sin duda, también fresco en la mente del Heungseon Daewongun fue el ejemplo de la Rebelión Taiping en China, que había sido infundido con las doctrinas cristianas. 1865 habían visto las malas cosechas en Corea, así como el malestar social, que pueden haber contribuido a una mayor sensibilidad al credo extranjero. La represión también puede estar relacionado con los intentos de combatir camarillas entre facciones en la corte, donde el cristianismo había hecho algunas incursiones. Sin duda, también fresco en la mente del Heungseon Daewongun fue el ejemplo de la Rebelión Taiping en China, que había sido infundida con las doctrinas cristianas. 1865 personas habían visto las malas cosechas en Corea, así como el malestar social, que pueden haber contribuido a una mayor sensibilidad al credo extranjero. La represión también puedo haber estado relacionada con los intentos de combatir a los camarillas entre facciones en la corte, donde el cristianismo había hecho algunas incursiones.
Como resultado de la redada de Corea todos excepto tres de los misioneros franceses fueron capturados y ejecutados: entre ellos estaban el obispo Siméon Berneux, el obispo Antoine Daveluy, el Padre Just de Bretenières, el Padre Louis Beaulieu, el Padre Pierre-Henri Dorie, el Padre Pierre Aumaître, el padre Martin-Luc Huin, todos ellos miembros de la Sociedad de las Misiones Extranjeras de París y canonizados por el Papa Juan Pablo II el 6 de mayo de 1984. Un número incalculable de católicos coreanos también se reunieron con ellos hasta sus últimas estancias (estimaciones sugieren alrededor de 10 000), muchos fueron ejecutados en un lugar llamado Jeoldu-san en Seúl, a orillas del río Han.
A finales de junio de 1866, uno de los tres sobrevivientes misioneros franceses, el Padre Félix-Claire Ridel, logró escapar a través de un buque pesquero, gracias a 11 nativos conversos, y hacer su camino a Zhifu (hoy conocido como Yantai), China a principios de julio de 1866. Por casualidad en Tianjin en el momento de la llegada de Ridel era el comandante de la Escuadrilla Francesa de Extremo Oriente, el contraalmirante Pierre-Gustave Roze. Al enterarse de la masacre y la afrenta al honor nacional francés, Roze decidido a lanzar una expedición punitiva. En esto, fue fuertemente apoyado por el cónsul francés actuando en Pekín, Henri de Bellonet.
En el lado francés, también había razones de peso detrás de la decisión de lanzar una expedición punitiva. Estas tenían que ver con el aumento de la violencia contra los misioneros y conversos cristianos en el interior de China, que después de la Segunda Guerra del Opio en 1860 había sido abierto a los occidentales. Como Corea era una vasalla nominal de China, la masacre de los occidentales y cristianos en Corea fue visto por las autoridades diplomáticas y militares en el contexto de la conducta antioccidental en China. Muchos creyeron una respuesta firme a tales actos de violencia era necesaria para mantener el prestigio y la autoridad nacional.
En respuesta al evento, el francés encargado de negocios en Pekín Henri de Bellonet, tomó una serie de iniciativas sin consultar en el Muelle de Orsay. Bellonet envió una nota al Zongli Yamen amenazando con ocupar Corea, y también dio al Comandante Naval del Escuadrón Francés Lejano Oriente, contralmirante Pierre-Gustave Roze la instrucción para lanzar una expedición punitiva contra Corea, a la que Roze respondió: "Desde que el Reino de Choson mató a nueve sacerdotes franceses, vamos a vengarlos matando a 9000 coreanos.

## Preliminares (10 de septiembre de 1866 - 3 de octubre de 1866)

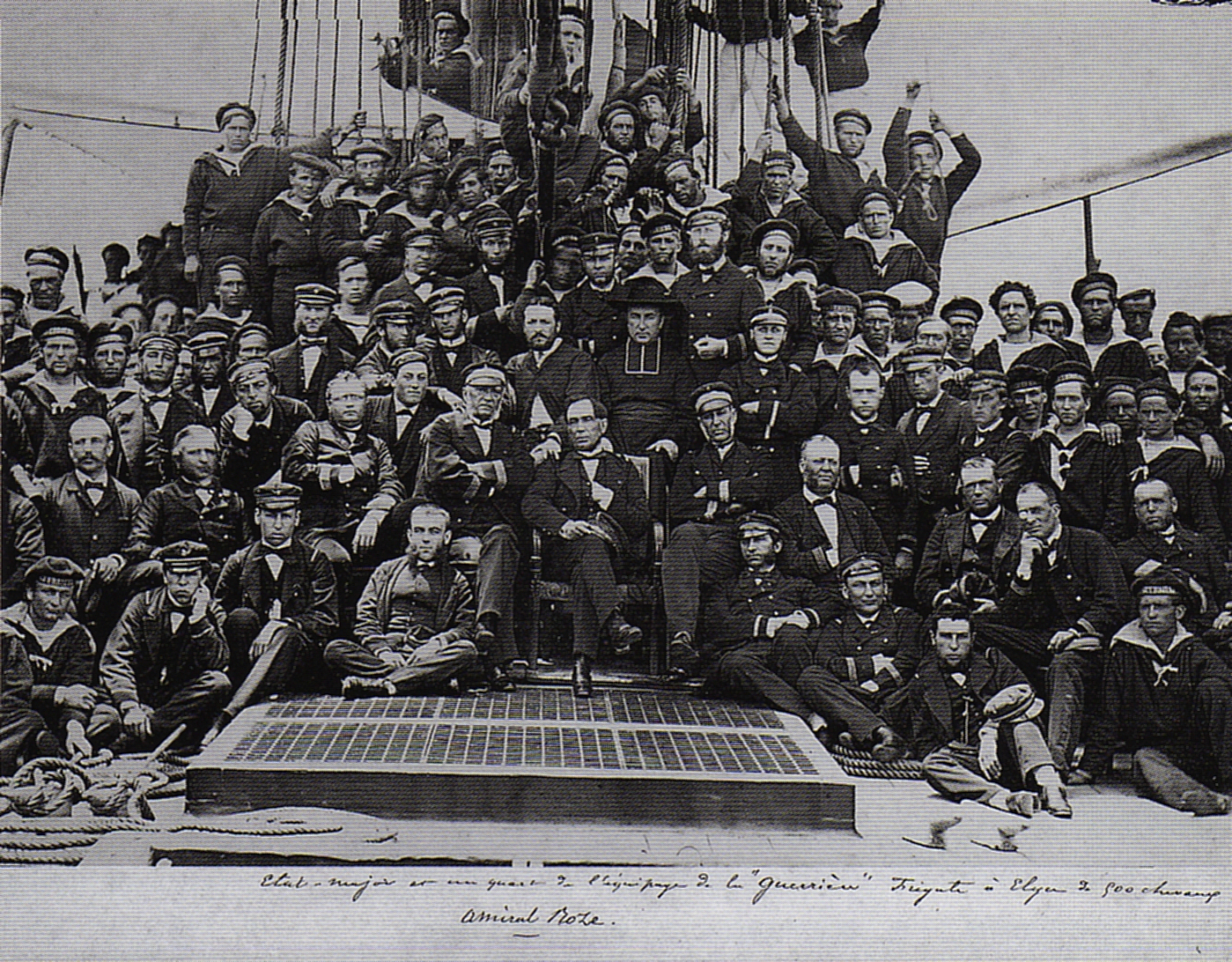
Almirante Roze (centro) y una cuarta parte de sus marineros, en la fragata Guerrière. Fotografía durante una visita en el puerto de Nagasaki, circa de 1865.

Aunque las autoridades diplomáticas y navales francesas en China estaban ansiosas por lanzar una expedición, fueron obstaculizadas por la ausencia casi total de cualquier información detallada sobre Corea, incluidas las cartas de navegación. Antes de la expedición real, el contraalmirante Roze decidió emprender una expedición de reconocimiento más pequeños a lo largo de la costa de Corea, especialmente a lo largo de la vía fluvial que conduce a la capital coreana de Seúl. Esto se hizo a finales de septiembre y principios de octubre de 1866. Estas preliminares resultaron en algunas cartas de navegación rudimentarias de las aguas alrededor de la Isla Ganghwa y el río Han que conduce a Seúl. La naturaleza traicionera de estas aguas, sin embargo, también convenció a Roze que cualquier movimiento en contra de la capital coreana fortificada con sus números limitados y grandes embarcaciones de casco era imposible. En su lugar, optó por tomar y ocupar la Isla Ganghwa, que dominaba la entrada al río Han, con la esperanza de bloquear la vía fluvial a la capital durante la temporada de cosecha importante y por lo tanto forzando demandas y reparaciones en la corte coreana.
La naturaleza que estas demandas fueran a tomar nunca fue totalmente determinada. En Pekín, el cónsul francés Bellonet había hecho escándalo (y como resultó no oficial)[cita requerida] exigiendo que el monarca coreano perdería su corona y cedería su soberanía a Francia. Tal postura no estaba en consonancia con los objetivos más circunspectos del contraslmirante Roze, que esperaba forzar las reparaciones.[cita requerida] En cualquier caso, las demandas de Bellonet nunca fueron aprobadas oficialmente por el gobierno francés de Napoleón III. Luego Bellonet sería severamente reprendido por sus importunas fanfarronerías.[cita requerida]

## Expedición (11 de octubre de 1866 - 12 de noviembre de 1866)

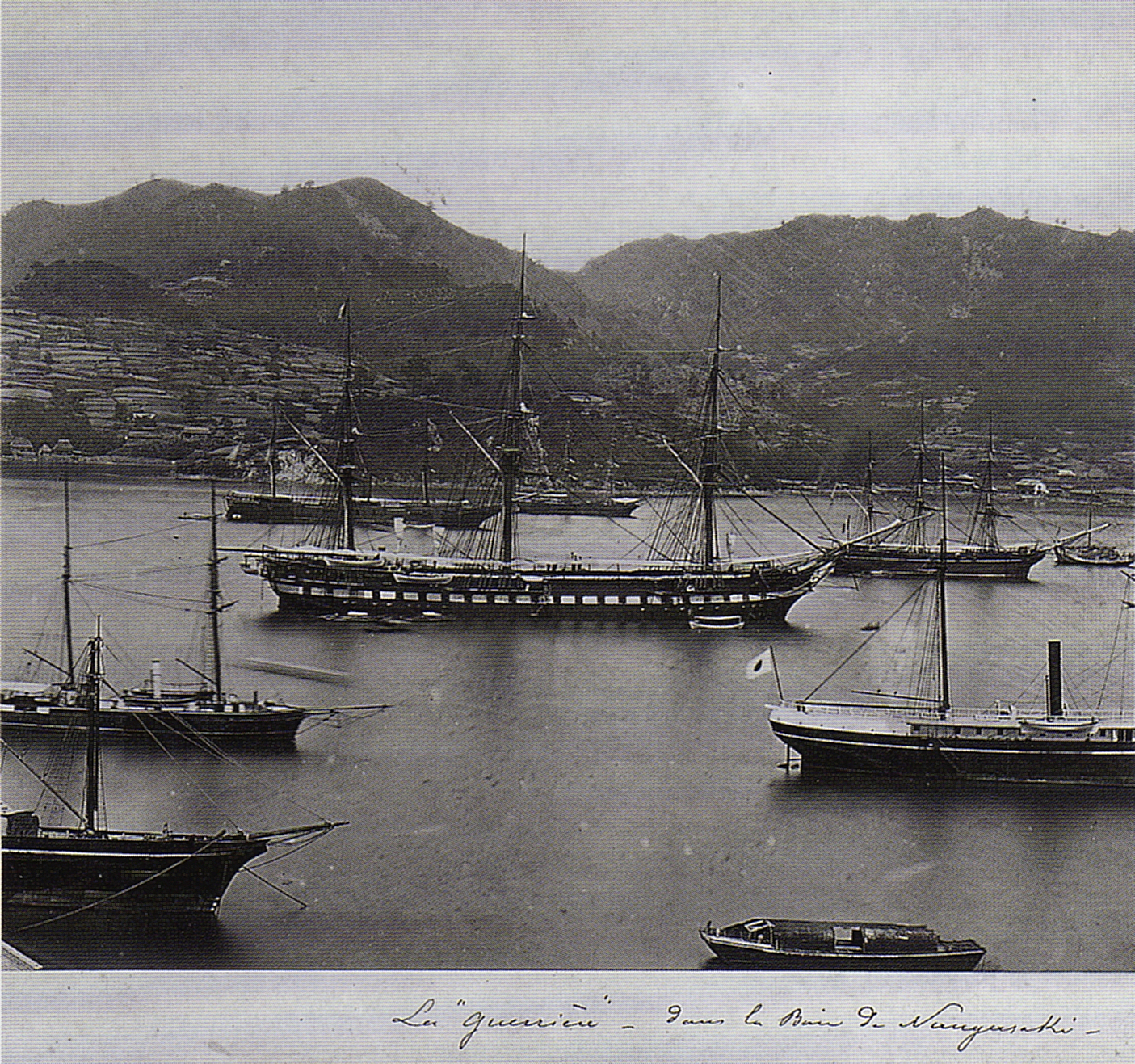
La fragata francesa Guerrière, comandada por el almirante Roze era la nave principal en la campaña francesa contra Corea. Aquí la nave siendo fotografiada en Nagasaki alrededor de 1865.

El 11 de octubre, el almirante Roze dejó Zhifu con una fragata (Guerrière), dos avisos (Kien-Chan y Déroulède), dos cañoneras (Lebrethon y Tardif) y dos corbetas (Laplace y Primauguet), así como casi 300 fusileros navales desempeñando su cargo en Yokohama, Japón. El número total de las tropas francesas se estima en 800. El 16 de octubre, un grupo de 170 fusileros navales desembarcaron en la Isla Ganghwa, se apoderaron de la fortaleza que controlaba el río Han, y ocupó la ciudad fortificada de la propia Ganghwa. En la Isla Ganghwa, los fusileros navales lograron incautar varias posiciones fortificadas, así como un botín, banderas, cañones, 8000 fusiles, 23 cajas de lingotes de plata y unos pocos de oro, y varias obras de laca, jades y manuscritos y pinturas que comprendían la biblioteca real (Oikyujanggak) en la isla.
A partir de su expedición exploratoria antes, Roze sabía que era imposible para él para dirigir una flota de fuerza limitada por el poco profundo y traicionero río Han a la capital de Corea y se convenció de su lugar con un "golpe de mano" en la costa. En el continente a través del estrecho canal de la Isla Ganghwa, sin embargo, la ofensiva francesa se encontró con una fuerte resistencia de las tropas del general Yi Yong-Hui, a quien Roze envió varias cartas pidiendo la reparación, sin éxito. Un duro golpe para la expedición francesa llegó el 26 de octubre, cuando 120 fusileros navales franceses aterrizaron brevemente en la península coreana en un intento de tomar una pequeña fortificación en Munsusansong, o la Fortaleza del Monte Mutsu (representado en la figura de arriba). A medida que el grupo de desembarco tocó tierra fueron recibidos por el fuego rápido de sus defensores coreanos.
Si el monasterio de Munsusansong caía en manos de los franceses, el camino a Seúl estaría abierto, por lo que, el 7 de noviembre, un segundo grupo de desembarco fue lanzado por Roze. 160 fusileros navales atacaron Munsusansong defendido por 543 "Cazadores de Tigre" coreanos. Tres soldados franceses murieron y 36 resultaron heridos antes de llamar a una retirada. A excepción de las actividades de los continuos bombardeos y levantamientos alrededor de Ganghwa y la desembocadura del río Han, las fuerzas francesas ahora en gran parte fortificadas en sí mismas y alrededor de la ciudad de Ganghwa.
Roze entonces envió una nueva carta, pidiendo la liberación de los dos misioneros franceses restantes para los que tenía razones de creer que fueron encarcelados. Sin respuesta era inminente, pero se hizo evidente a partir de la actividad vista en el continente a través de los estrechos angostos en los que las fuerzas coreanas se movilizaban diariamente. El 9 de noviembre,  se comprobó nuevmente cuando los franceses intentaron apoderarse de un monasterio fortificado en la costa sur de Ganghwa llamado Jeongdeung-sa. Acá nuevamente una rígida resistencia coreana, unida por la aplastante superioridad numérica de los defensores de los coreanos, que ahora sumaban 10 000 hombres, obligó a una retirada francesa con decenas de heridos pero no muertos.
Poco después, con la llegada del invierno y las fuerzas coreanas cada vez más fuertes, Roze tomó la decisión estratégica de evacuar. Antes de hacerlo, se les dio la orden de bombardear los edificios del gobierno en la Isla Ganghwa y para llevarse los variados contenidos de almacenes oficiales allí. También se supo en ese momento que los dos misioneros que faltaban temían ser capturado en Corea, de hecho habían logrado escapar a China. Esta noticia contribuyó a la decisión de irse.

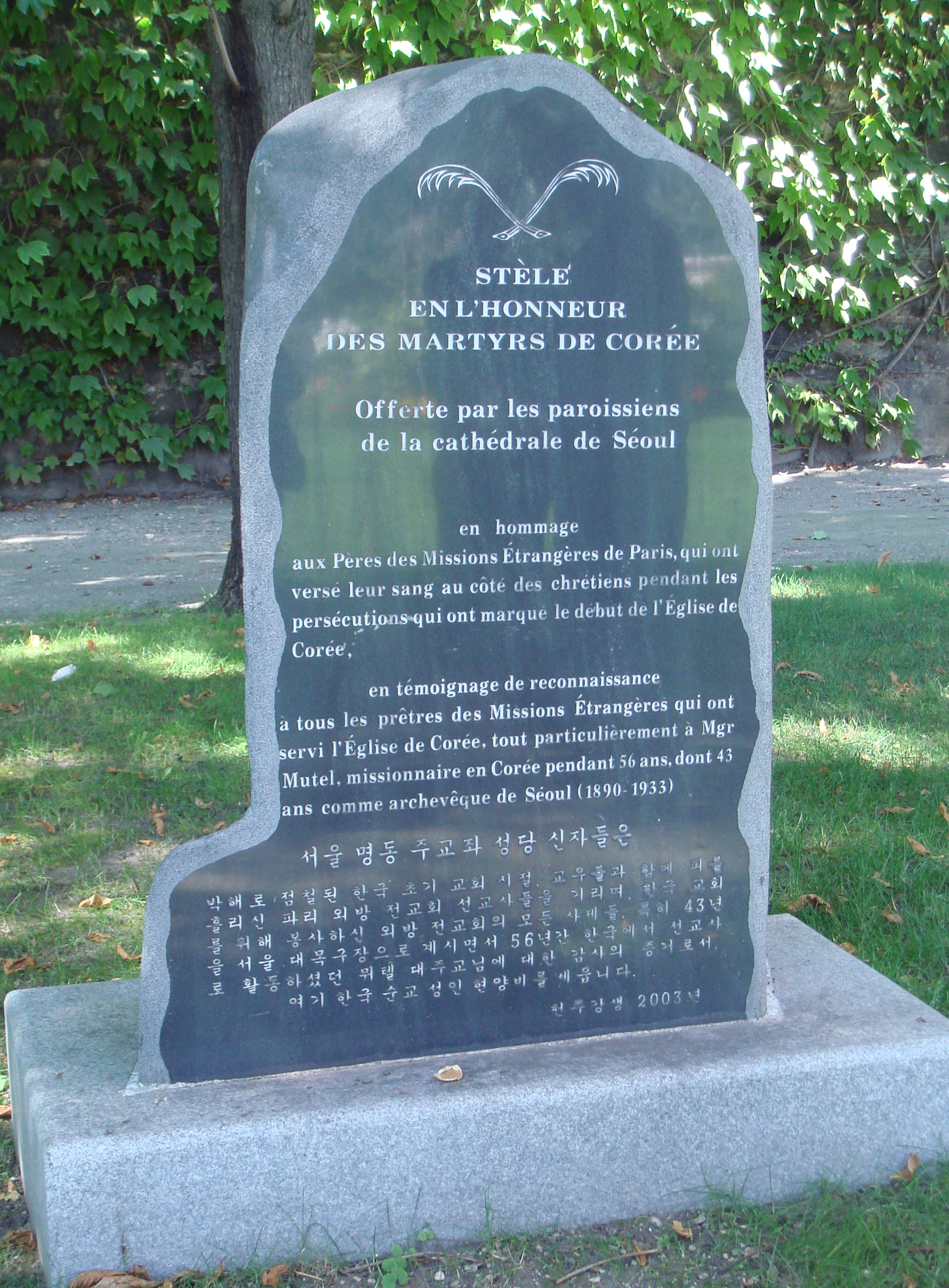
Estela de los mártires de la Sociedad de las Misiones Extranjeras de París en Corea.

En total, los franceses sufrieron tres muertos y unos 35 heridos. Al retirarse de Corea, Roze trató de disminuir el grado de su retirada al afirmar que con sus medios limitados, había un poco más de lo que él pudo haber logrado, pero que sus acciones tendrían un efecto disuasorio sobre el gobierno coreano:

"La expedición lograda a cabo, por modesta que sea, puede haber preparado el terreno para una más grave si se considera necesaria,... La expedición ha conmocionado profundamente a la nación coreana, al mostrar invulnerabilidad reclamó que era más que una ilusión. Por último, la destrucción de una de las avenidas de Seúl, y las considerables pérdidas sufridas por el gobierno coreano deberían hacerlos más cautos en el futuro. El objetivo que así había fijado para mí está totalmente cumplido, y el asesinato de nuestros misioneros se ha vengado". informe del 15 de noviembre por el contraalmirante Roze.

Los residentes europeos en China consideraron mínimos los resultados de la expedición y exigieron sin éxito una expedición más grande para la primavera siguiente.
Después de esta expedición, Roze regresó a Japón con la mayor parte de su flota, donde fueron capaces de dar la bienvenida a la Primera misión militar francesa en Japón en el puerto de Yokohama el 13 de enero de 1867. El gobierno francés ordenó a los militares para dejar como resultado de las grandes pérdidas en la Segunda intervención francesa en México.

### Antiguos libros coreanos

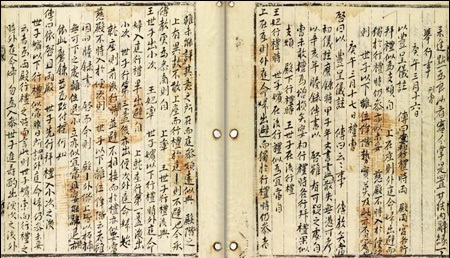
Uno de los textos coreanos de la Biblioteca Nacional de Francia.

Los libros incautados por los franceses en Ganghwa, algunos 297 volúmenes de Uigwe, protocolos de la corte real de la última monarquía gobernante de Corea, la dinastía Joseon, que data de entre los siglos XIV y XIX y, pasaron a convertirse en el núcleo de la colección de Corea en la Biblioteca Nacional de Francia. En el 2010 se reveló que el gobierno francés estaba planeando regresar los libros en un arrendamiento renovable a Corea, a pesar del hecho de que la ley francesa prohíbe en general la cesión de la propiedad del museo. En principios del 2011 el presidente surcoreano, Lee Myung-bak y el presidente francés, Nicolas Sarkozy, finalizaron en un acuerdo para el regreso de todos los libros en un arrendamiento renovable. En junio de 2011 se llevaron a cabo celebraciones en la ciudad portuaria de Incheon para conmemorar su regreso definitivo. La colección está siendo almacenada en el Museo Nacional de Corea.

## Epílogo
En el curso de estos acontecimientos, en agosto de 1866, el barco estadounidense General Sherman fue a pique en la costa de Corea. Algunos de los marineros fueron masacrados, pero los de Estados Unidos no podían obtener reparaciones. Estados Unidos ofreció a Francia una operación combinada, pero el proyecto fue abandonado debido a la relativamente baja de interés para Corea en ese momento. Una intervención ocurrió en 1871, con la Expedición de Estados Unidos a Corea.
El gobierno coreano finalmente acordó la apertura del país en 1876, cuando una flota de la Armada Imperial Japonesa fue enviado a las órdenes de Kuroda Kiyotaka, lo que llevaría al Tratado de Kanghwa.

## Para leer más
- Choe, Chin Young. The Rule of the Taewŏn’gun 1864-1873: Restoration in Yi Korea. Cambridge, MA: Harvard University Press, 1972.
- Choi, Soo Bok. “The French Jesuit Mission in Korea, 1827-1866.” North Dakota Quarterly 36 (Summer 1968): 17-29.
- Dallet, Charles. Histoire de l'Église de Corée. Paris: Librairie Victor Palmé, 1874. (This epic history of the Catholic Church in Korea is important as well for some of the first depictions of Korea by westerners. It was pulled together by Dallet from letters of the missionaries themselves as well as an earlier draft written by one of the missionaries executed in 1866 that had been smuggled out of the country. Unfortunately, it has never been fully translated into English).
- Kane, Daniel C. “Bellonet and Roze: Overzealous Servants of Empire and the 1866 French Attack on Korea.” Korean Studies 23 (1999): 1-23.
- Kane, Daniel C. “Heroic Defense of the Hermit Kingdom.” Military History Quarterly (Summer 2000): 38-47.
- Kane, Daniel C. "A Forgotten Firsthand Account of the P'yǒngin yangyo (1866) : An Annotated Translation of the Narrative of G. Pradier." Seoul Journal of Korean Studies. 21:1 (June 2008): 51-86.
- Kim, Youngkoo. The Five Years' Crisis, 1861-1871: Korean in the Maelstrom of Western Imperialism. Seoul: Circle Books, 2001.
- Orange, Marc. “L'Expédition de l;Amiral Roze en Corée.” Revue de Corée. 30 (Autumn 1976): 44-84.
- Roux, Pierre-Emmanuel. La Croix, la baleine et le canon: La France face à la Corée au milieu du XIXe siècle. Paris: Le Cerf, 2012.
- Thiébaud, Jean-Marie. La présence française en Corée de la fin du XVIIIème siècle à nos jours. Paris: Harmattan, 2005.
- Wright, Mary C. "The Adaptability of Ch'ing Diplomacy: The Case of Korea." Journal of Asian Studies, May 1958, 363-81. Available through JSTOR.